# Stora översvämningarna i England och Frankrike 1968

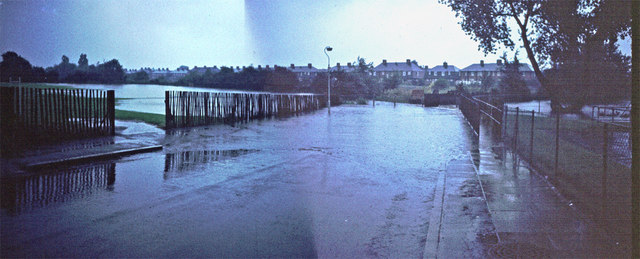
Poolfloden i Catford under översvämningarna

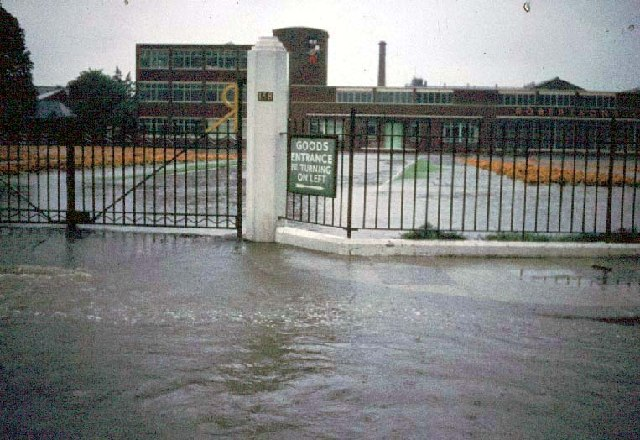
Robertson's Jam-fabrik

Stora översvämningen i England och Frankrike 1968 var en översvämning som orsakades av lågtryck, som medförde regn och svåra åskväder i sydöstra England och Frankrike i mitten av september 1968, som värst var läget söndagen den 15 september 1968, och följde de tidigare översvämningarna i sydvästra England i juli 1968.

## Julistormen
Började nordväst om Spanien, vid Biscayabukten. 
Sju människor omkom i Storbritannien.

## Septemberstormen

### Frankrike
De sju första timmarna den 15 september 1968 föll tre tum regn i Nice. I Toulon dödades en cyklist som cyklat på en avbruten kraftledning som fallit på den översvämmade vägen. Vinskörden skadades svårt.

### Fotnoter
1. 1 2  ”Wednesday 10 July 1968”. Met Office. http://www.metoffice.gov.uk/media/pdf/e/r/Chew_Stoke_Floods_-_10_July_1968.pdf. Läst 26 mars 2012.
2. ↑  ”Pforzheim 1968”. Thomas Sävert. http://www.tornadoliste.de/pforzheim1968.htm. Läst 26 mars 2012.
3. ↑  ”Storm havoc in south France”. The Times:  s. 1. 16 september 1968.